# St. Agnes (Berlin)
Die St.-Agnes-Kirche ist ein ehemaliges katholisches Kirchengebäude im Berliner Ortsteil Kreuzberg, das – als ein typisches Beispiel des architektonischen Brutalismus – nach Plänen von Werner Düttmann entstand und 1967 vollendet wurde. Seit 2004 werden hier keine katholischen Gottesdienste mehr abgehalten, dafür wurde das Gebäude zunächst an die evangelische Freikirche im geografischen Zentrum Berlins (Cross Continental Believers, Citykirche) vermietet. Ende des Jahres 2011 kaufte die St.-Agnes-Immobilien- und Verwaltungsgesellschaft das Bauensemble und verpachtete es anschließend an den Berliner Galeristen Johann König. Bis Mai 2015 wurde das Gebäude nach Plänen der Berliner Architekten Brandlhuber + Emde, Burlon und Riegler Riewe Architekten umgebaut. Die frühere Kirche dient König nun als Galeriegebäude, während das alte Gemeindezentrum schon seit 2013 durch andere Mieter genutzt wird.

## Gebäudeensemble

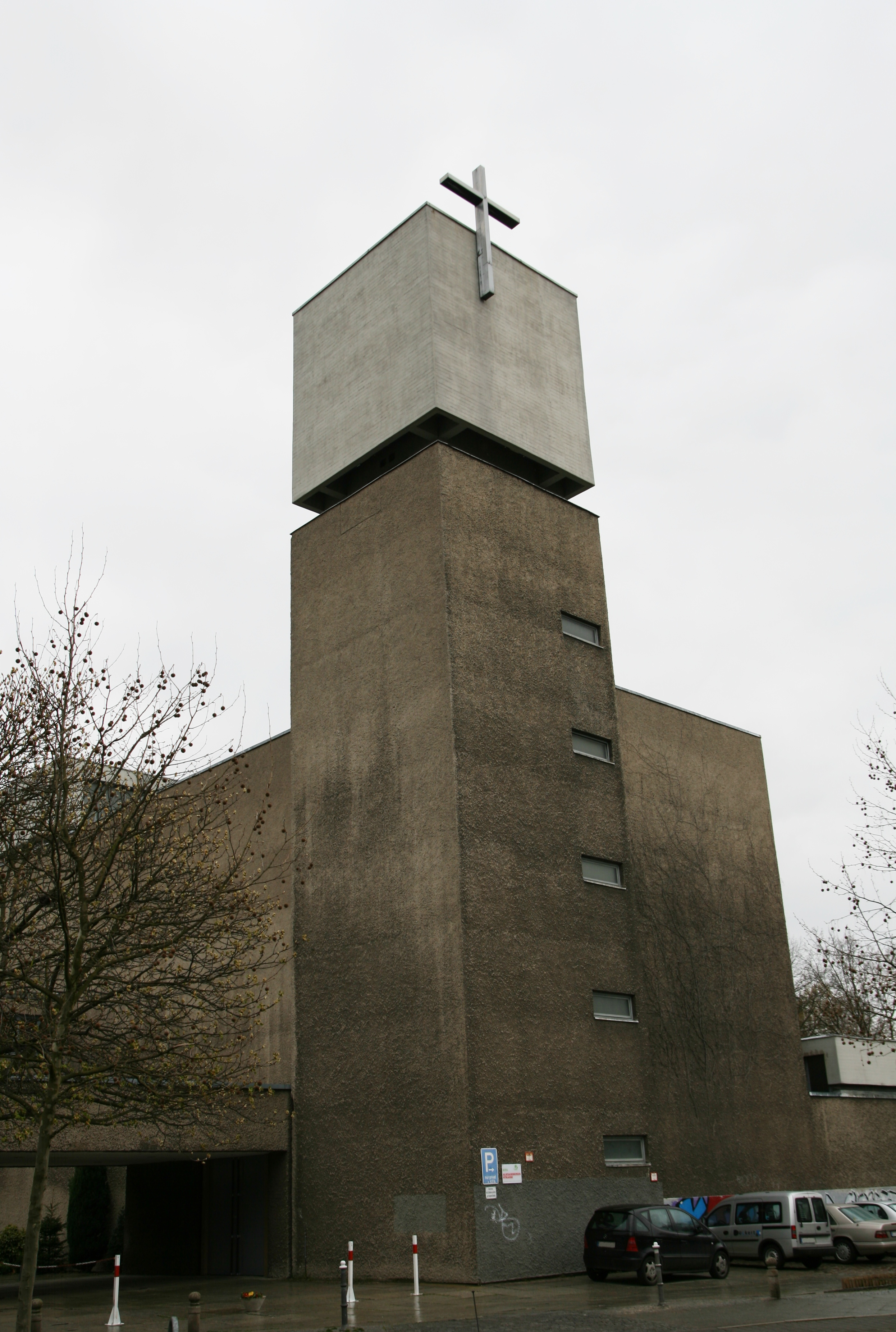
Straßenfront des Gotteshauses

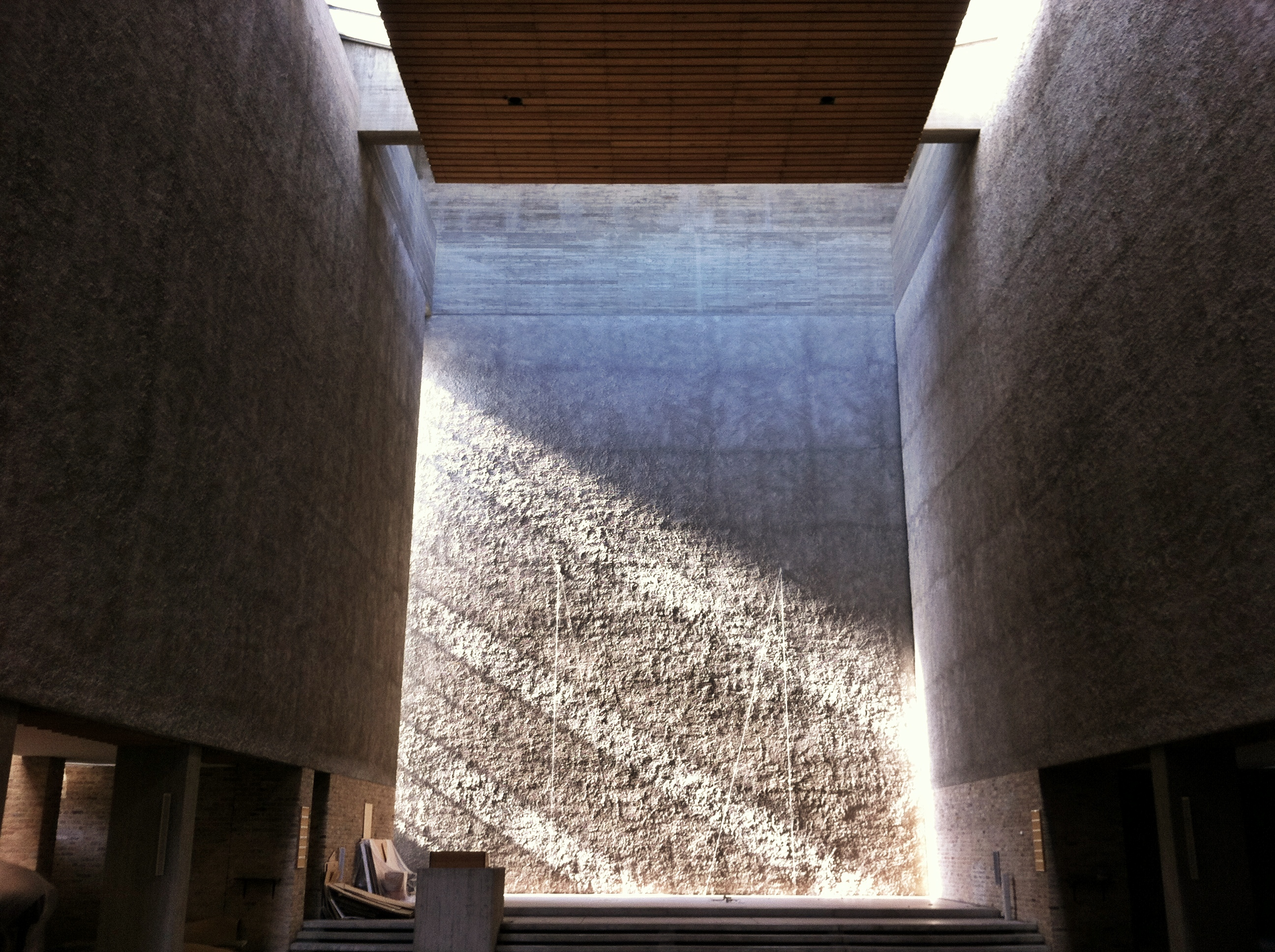
Der Kirchenraum mit seitlichen Fensterschlitzen und Lichtbändern im Dach

Die Kirche ist von 1965 bis 1967 nach einem Entwurf des Architekten Werner Düttmann entstanden. Der quaderförmige Gebäudekomplex umfasst Kirche mit Sakristei, Pfarrhaus, einen Zwischenhof und Gemeindehaus. Der Glockenturm, Eck an Eck an den Baukörper angefügt, wirkt von der Straßenseite wie ein freistehender Campanile. Er besteht massiv aus Beton und besitzt eine quadratische Grundfläche. Der einfach kubisch gestaltete Kirchenraum erhält sein Licht über zwei seitliche Fensterschlitze und über Lichtbänder im Dach. Die hohen verputzten Wände lagern auf wiederverwerteten Mauersteinen einstiger benachbarter Gebäude. Nach Aufgabe der Kirche wurde die Orgel in die St.-Bonifatius-Kirche umgesetzt.
Die Kirche, die bis zur Profanierung der heiligen Agnes geweiht war, trägt weiterhin ihren Namen.

## Nachnutzungen
Ursprünglich gehörte die St.-Agnes-Kirche der katholischen Gemeinde, die das Gebäude zum September 2004 aus finanziellen Gründen zur Vermietung freigab; die Anzahl der Gemeindemitglieder war dramatisch gesunken. Einige Einrichtungsgegenstände aus dem Kirchenraum, wie Altar und Kirchenbänke, sind in der St.-Bonifatius-Kirche aufgestellt worden. Weil das Geld für die Instandhaltung oder Sanierung der Gebäude fehlte, sahen Baufachleute den Erhalt des Kirchenensembles gefährdet. Im Jahr 2005 hatte der Berliner Landesdenkmalrat deshalb die St.-Agnes-Kirche zusammen mit weiteren acht Kirchen in eine Vorschlagsliste für neue Baudenkmale aufgenommen. 2005 bis 2011 erfolgte eine Zwischennutzung durch die vom freikirchlichen Prediger Volkhard Spitzer geleitete City-Kirche Berlin. Infolge der Aufgabe der Nutzung des Bauensembles durch die katholische Kirche entstanden im Auftrag der Bezirksverordnetenversammlung Friedrichshain-Kreuzberg neue Nutzungskonzepte, die zu einer baulichen Sanierung des Kirchengebäudes und des Gemeindehauses führen sollten. Jedoch konnte bis Ende 2011 keines dieser Nutzungskonzepte erfolgreich umgesetzt werden.
Nachdem der Galerist Johann König, der zu diesem Zeitpunkt bereits seit einigen Jahren in der Berliner Innenstadt (Dessauer Straße) eine Kunstgalerie betrieb, vom Architekten Arno Brandlhuber auf das Ensemble aufmerksam gemacht wurde, pachtete er 2012 das Kirchengebäude auf 99 Jahre.
König sanierte die Kirche für rund drei Millionen Euro, wobei vor allem die Architektur des Gebäudes erhalten blieb oder sogar wiederhergestellt wurde. Nach der Deckenerneuerung und Trockenlegung von Kellern wurde das Kirchenschiff in einen Kunstraum umgewandelt. Der 800 m² große Kirchenraum dient seit Mai 2015 als Ausstellungshalle. Die vorhandene Kindertagesstätte bleibt vorerst bestehen.
Die Transformation des Ensembles erfolgt nach Plänen der Berliner Architekten Arno Brandlhuber, Markus Emde und Thomas Burlon und wird von Riegler Riewe Architekten (Realisierung Kirchenraum-Galerie) und eins bis neun Architekten (Realisierung Gemeindezentrum) ausgeführt.

## Ehemalige Gemeinde der St.-Agnes-Kirche
Die ehemalige Gemeinde der St.-Agnes-Kirche wurde mit denen der St.-Bonifatius-Kirche und der St.-Johannes-Basilika als neue Bonifatiusgemeinde zusammengeführt. Diese besteht nunmehr aus 9500 Mitgliedern.